# Canal 10 Empordà
Canal 10 Empordà és el canal de televisió públic de l'Alt Empordà gestionat pel Consorci de la TDT de l'Alt Empordà i impulsat per l'Ajuntament de l'Escala. El canal, que forma part de la Xarxa de Televisions Locals i Comunicàlia, començà a emetre en digital el juliol de 2009 i deixà d'emetre en analògic l'1 de setembre del mateix any. És l'única televisió pública d'àmbit comarcal de les comarques gironines. TV l'Escala va assumir el juny del 2009 el canal públic de la TDT a l'Alt Empordà. En el seu moment, el Consell de l'Audiovisual de Catalunya va intentar que al consorci de la TDT de l'Alt Empordà s'hi afegissin més ajuntaments, com el de Figueres, que hi va renunciar.